# Vladimir Vasil'evič Atlasov
Vladimir Vasil'evič Atlasov, in russo Владимир Васильевич Атласов? (Velikij Ustjug, tra il 1661 e il 1664 – Ust'-Kamčatsk, 1º febbraio 1711), è stato un esploratore russo.
Era un cosacco siberiano e ha stabilito il primo insediamento permanente russo nella penisola della Kamčatka.

## Biografia
Le prime notizie su di lui lo vedono riscossore dei tributi (jasak, ясак) nella regione dei fiumi Aldan e Uda. Nel 1695 il voivoda di Jakutsk lo nomina suo emissario ad Anadyrsk. Parte da Anadyrsk nel 1697 con un gruppo di 65 Cosacchi e 60 Jukaghiri per esplorare la penisola di Kamčatka. Come risultato della spedizione porta allo zar Pietro I i nuovi tributi delle popolazioni locali (Coriachi e Itelmeni) e costruisce due fortezze lungo il fiume Kamčatka che diventano centri di scambio per i cacciatori di pellicce russi.
Atlasov è il primo a presentare a Mosca (nel 1701) una descrizione dettagliata della natura e della popolazione della Kamčatka. Egli esplora anche le isole tra la penisola dei Ciukci, la Kamčatkae il Giappone, tra cui le isole Curili. Viene promosso voivoda e rimandato indietro ad amministrare la Kamčatka, ma per aver rapinato una carovana Atlasov viene messo per alcuni anni in carcere. Rilasciato nel 1707 è inviato in Kamčatkaper sedare dei disordini. Viene ucciso nel 1711 durante una rivolta.

## Luoghi a lui dedicati
- L'isola di Atlasov (Остров Атласова), la più settentrionale dell'arcipelago delle isole Curili.
- Il biologo e geografo russo Vladimir Leont'evič Komarov, ha dato il suo nome a una specie di Astragalus che cresce solo nella Kamchatka, l'Astragalus atlasovii[2].